# Forever you (アルバム)
『forever you』（フォーエバー・ユー）は、ZARDの6作目のオリジナルアルバムである。1995年3月10日にB-Gram RECORDSから発売された。

## 内容
ヒットシングル「こんなにそばに居るのに」「あなたを感じていたい」「Just believe in love」を収録。今作で初めて他アーティストへの提供曲のセルフカバーである10曲目「瞳そらさないで」がアルバムに収録された。
ジャケットは坂井泉水の顔のアップであるが、これ以降『止まっていた時計が今動き出した』まで坂井のアップの写真はない。また、ジャケット写真は今作が発売された1995年当時のものではなく、3rdアルバム『HOLD ME』（1992年）の頃のものである。また、アルバムのオリジナル曲が6曲以上あったのもこのアルバムまでで、『止まっていた時計が今動き出した』がリリースされるまでオリジナル曲は3曲ほどに留まっている（セルフカバーを除く）。
アルバム『HOLD ME』から始まったZARDの″Z″に″〜″(波線)が入るデザインのロゴは、オリジナル・アルバムでは本作で終了となった（後にベストアルバム『ZARD BEST The Single Collection〜軌跡〜』『ZARD BEST 〜Request Memorial〜』とライブアルバム『ZARD Cruising & Live 〜限定盤ライヴCD〜』でのみ復活採用された）。
M-2「ハイヒール脱ぎ捨てて」は、非売品8センチシングルが抽選でプレゼントされた。
M-7「I'm in love」は、TOWER RECORDS　SHIBUYA ″SUPER　STORE″ イメージソングとして使用された（販促用非売品8センチシングルに記載がある。非売品のため一般販売はされていない）。
アルバムのタイトル曲であるM-3「Forever you」は、1997年8月に36歳の若さでこの世を去ったダイアナ妃の婚約から最期までの17年間を、数千時間に上るアーカイブ映像で繋ぎ合わせて制作されたドキュメンタリー映画『プリンセス・ダイアナ』の日本版主題歌に採用された。この映画は2022年9月30日より全国公開された。

## 収録曲
| 全作詞: 坂井泉水。 |                                     |           |                  |                    |      |
| #                  | タイトル                            | 作詞      | 作曲             | 編曲               | 時間 |
| 1.                 | 「今すぐ会いに来て」                | 坂井泉水  | 栗林誠一郎       | 明石昌夫           | 4:25 |
| 2.                 | 「ハイヒール脱ぎ捨てて」            | 坂井泉水  | 栗林誠一郎       | 明石昌夫           | 5:19 |
| 3.                 | 「Forever you」                     | 坂井泉水  | 織田哲郎         | 明石昌夫           | 4:38 |
| 4.                 | 「もう逃げたりしないわ 想い出から」 | 坂井泉水  | 栗林誠一郎       | 明石昌夫           | 4:29 |
| 5.                 | 「あなたを感じていたい」            | 坂井泉水  | 織田哲郎         | 織田哲郎           | 5:07 |
| 6.                 | 「気楽に行こう」                    | 坂井泉水  | 栗林誠一郎       | 池田大介           | 4:28 |
| 7.                 | 「I'm in love」                     | 坂井泉水  | 織田哲郎         | 池田大介           | 4:07 |
| 8.                 | 「こんなにそばに居るのに」          | 坂井泉水  | 栗林誠一郎       | 明石昌夫・池田大介 | 5:13 |
| 9.                 | 「Just believe in love」            | 坂井泉水  | 春畑道哉（TUBE） | 葉山たけし         | 5:27 |
| 10.                | 「瞳そらさないで」                  | 坂井泉水  | 織田哲郎         | 明石昌夫           | 4:50 |
| 合計時間:          | 合計時間:                           | 合計時間: | 合計時間:        | 48:03              |      |

## 楽曲解説
1. 今すぐ会いに来て
  - イントロが無く、最初からAメロを歌う構成となっており、シャッフルリズムの楽曲。2016年発売のベストアルバム『ZARD Forever Best 〜25th Anniversary〜』にも収録された。
2. ハイヒール脱ぎ捨てて
  - 本作のリード曲の1つであり、海岸を映し出したスポットPVが作成された。
  - 坂井のお気に入りの曲であり、1997年発売『ZARD BLEND 〜SUN&STONE〜』に収録。
  - アルバム楽曲の中では、ファンからの人気の高い楽曲（1999年発売『ZARD BEST 〜Request Memorial〜』では投票31位で未収録も、2008年発売の『ZARD Request Best 〜beautiful memory〜』では投票25位で収録）。2016年発売『ZARD Forever Best 〜25th Anniversary〜』にも収録。
  - アルバムのリリースと同時期に放映されていたフジテレビ系『OIOI Tokyo Style Room's』エンディングテーマとして使用された。
  - 以降の収録アルバムでは度々ミックスが変更されており、今作ではドラムは弱く抑え、シンセサイザーやギター音、サックス音を前面に出して高音域を強めたミックスとなっている。
  - アルバム収録曲だったため、オリジナルカラオケの音盤化はされていなかったが、2017年7月21日発売「ZARD CD＆DVD COLLECTION 第11号 Good-bye My Loneliness」の付属CDにて初音盤化された。
3. Forever you
  - 今作の表題曲。坂井の没後に「過去の自分を否定しない、今の自分があるのはこれまで支えてくれた周りの人達のおかげ」という実体験が歌詞の元になっていることが明かされた。
  - 本作発売から27年後の2022年にドキュメンタリー映画『プリンセス・ダイアナ』日本版の主題歌に採用された[4]。
  - ファン人気の非常に高い楽曲であり、これまでの投票では毎回収録されている（1999年発売『ZARD BEST 〜Request Memorial〜』で投票9位、2008年発売の『ZARD Request Best 〜beautiful memory〜』で投票26位、2025年発売の『ZARD Best Request 〜35th Anniversary〜』で投票19位）2016年発売の『ZARD Forever Best 〜25th Anniversary〜』にも収録された。
4. もう逃げたりしないわ 想い出から
5. あなたを感じていたい
  - 13thシングルの表題曲。織田哲郎が唯一ZARDの楽曲で編曲も手掛けている。
6. 気楽に行こう
  - アルバム発売後にPHS通信会社 ″アステル関西″ CMソングとして、同年10月より採用された。
7. I'm in love
  - 本作のリード曲の1つであり、海外の道をジープで走るスポットPVが作成された。タワーレコードCMソングとして使用され、本作を8cmシングルにした限定シングルも発売された。
  - 大黒摩季、川島だりあなどがコーラスで参加している。
  - 坂井の死後、2007年発売『Brezza di mare 〜dedicated to IZUMI SAKAI〜』に収録された。
8. こんなにそばに居るのに
  - 12thシングルの表題曲。表記はされていないがアルバムバージョンであり、大幅なアレンジが加えられている。「Just for you」以来である明石昌夫・池田大介共同編曲となっており、シングルバージョンが打ち込み主体でギターでリズムをとっているのに比べて、本作では池田大介の編曲に特徴的なベース音によってリズムを形作るミックスになっている。また、冒頭部分にアカペラでサビのリフレインが追加されている。
9. Just believe in love
  - 14thシングル表題曲。
10. 瞳そらさないで
  - DEENに詞を提供しミリオンセラーとなった「瞳そらさないで」のセルフカバー。スローなテンポのボサノヴァ調に大幅アレンジされている。間奏後の大サビの繰り返しがなく、2番の大サビで終了する（本曲は『DEEN The Best FOREVER 〜Complete Singles +〜』初回限定盤にも収録されている）。
  - オリジナルカラオケの音盤化はされていなかったが、2018年5月30日発売「ZARD CD＆DVD COLLECTION　第34号　突然」の付属CDにて初音盤化された。

## 参加ミュージシャン
ZARD
- 坂井泉水：Vocal

Additional Musician
- 栗林誠一郎：Guest Voices
- 大黒摩季：Guest Voices
- 川島だりあ：Guest Voices
- 生沢佑一：Guest Voices
- 牧穂エミ：Guest Voices